# 806

## Esdeveniments
- 12 d'abril: Nicèfor I és elegit patriarca de Constantinoble en successió de Tarasi.
- Carlemany divideix l'Imperi Franc entre els seus tres fills. Carles rep el títol imperial, Austràsia i Nèustria, Saxònia, Borgonya i Turíngia. Pipí rep Itàlia, Bavària i Suàbia. El seu fill petit, Lluís I, rep Aquitània, la Gòtia i Provença.